# Abrahamsberg (metrostation)
Abrahamsberg is een station aan de groene route van de metro van Stockholm op 9,6 spoorkilometer ten westen van Slussen. Het station is genoemd naar de wijk aan de zuidkant maar ligt zelf net ten noorden van de grens in Riksby. 
Het station is gebouwd als onderdeel van de Ängbybanan, een premetrotraject dat op 1 oktober 1944 werd geopend. In 1950 volgde de ombouw tot metro en sinds 26 oktober 1952 is het station als metrostation in gebruik. Aanvankelijk lag de ingang aan de westkant tussen de twee spoorbruggen over de Abrahamsbergsvägen. In 1999 is het station verbouwd en is aan de zuidkant een toegangsgebouw met als adres Abrahamsbergsvägen 3 gebouwd. Parallel aan het station ligt aan de noordkant de Registervägen.
Het station is opgesierd met abstracte muurbekleding van geglazuurde tegels geïnspireerd op het vroegere tramverkeer ten tijde van de premetro. Deze kunstwerken van Rigmor Roxner zijn in 1999 aangebracht.
Åkeshov· 
Brommaplan·
Abrahamsberg· 
Stora Mossen· 
Alvik · 
Kristineberg · 
Thorildsplan  · 
Fridhemsplan · 
S:t Eriksplan · 
Odenplan  · 
Rådmansgatan  · 
Hötorget · 
T-Centralen ·  
Gamla Stan · 
Slussen · 
Medborgarplatsen ·  
Skanstull · 
Gullmarsplan ·  
Skärmarbrink·  
Hammarbyhöjden·  
Björkhagen·  
Kärrtorp ·  
Bagarmossen·  
Skarpnäck
Hässelby strand · 
Hässelby gård ·
Johannelund ·
Vällingby ·
Råcksta ·
Blackeberg ·
Islandstorget ·
Ängbyplan ·
Åkeshov· 
Brommaplan·
Abrahamsberg· 
Stora Mossen· 
Alvik · 
Kristineberg · 
Thorildsplan  · 
Fridhemsplan · 
S:t Eriksplan · 
Odenplan  · 
Rådmansgatan  · 
Hötorget · 
T-Centralen ·  
Gamla Stan · 
Slussen · 
Medborgarplatsen ·  
Skanstull · 
Gullmarsplan ·  
Globen ·
Enskede gård ·
Sockenplan ·
Svedmyra ·
Stureby ·
Bandhagen ·
Högdalen ·
Rågsved ·
Hagsätra